# Viza
Viza (Acipenser nudiventris) är en sällsynt art som tillhör ordningen störartade fiskar och lever i Kaspiska havet med angränsande innanhav och flera centraleuropeiska floder. Den kallas också glattdick och schip.

## Utseende
Vizan är en långsmal fisk med en hajliknade stjärtfena, en ryggfena placerad långt bak på kroppen och en spetsig nos. Den saknar fjäll, men kroppen är i stället täckt med stora benplåtar i fem rader. Den har inåtvända skäggtömmar på nosens bägge sidor. Till skillnad från många andra störarter är överläppen slät. Ryggen är gråsvart, medan sidorna är ljusare och buken vitaktig. Arten kan bli upptill 200 cm lång och väga 80 kg.

## Vanor
Arten förekommer framför allt i milt saltvatten och brackvatten, men den går uppför floder för att leka och ibland även övervintra. Vissa populationer håller permanent till i sötvatten, och ungfiskar vistas vanligtvis i lugnare, grunda, rinnande vatten. I saltvatten uppehåller den sig nära kusten, medan den i sötvatten gärna vistas i mitten av flodfåror på djupt vatten. Generellt lever den solitärt över dybottnar på djup mellan 30 och 60 m. Födan består av blötdjur, märlkräftor och mygglarver. Även bottenfiskar förekommer i dieten.

### Fortplantning
Arten mognar sent; honor leker för första gången mellan 12 och 22 års ålder, hanar vid en ålder av 6 till 15 år. Leken sker från slutet av april till juni (vissa områden tidigare) i djupa och snabbt rinnande floder med sten- eller grusbotten. Alla individer leker inte varje år; honorna endast vartannat till vart tredje år, och hanarna mellan varje och vartannat år.

## Utbredning
Kända förekomster av vizan finns från Kaspiska havet, Svarta havet, Azovska sjön, Aralsjön och flera floder som Donau upp till Bratislava, Volga upp till Kazan, Uralfloden, Don, Kuban och Rioni. Den saknas numera från flera områden, se närmare nedan under status.

## Status
Vizan är klassificerad som akut hotad av IUCN, och populationen minskar. Den betraktas numera som utdöd i Aralsjön. I Donau fångades den, och dödades, senast 2005 i Ungern; i samma flod fångades den 2003 i Serbien och släpptes levande. Främsta hotet är överfiskning (även som bifångst). Fisket är visserligen föremål för restriktioner eller rena förbud från de flesta stater i utbredningsområdet, och ett generellt exportförbud för kaviar föreligger, men tjuvfiske är tillräckligt vanligt för att även det vara ett hot, liksom vattenregleringar och naturliga orsaker som torka.